# Pomellina Fregoso
Pomellina Fregoso (Génova, 1387-Mónaco, 1468) fue regente de Mónaco desde 1457 hasta marzo de 1458.

## Biografía
Pomellina provenía de la noble familia genovesa de Fregoso (a veces también llamada Campofregoso), que contaba entre sus miembros algunos dux y muchas personas influyentes de la República de Génova. El padre de Pomellina era el dux Pietro Fregoso (1330-1404). Se discute actualmente quién era la madre de Pomellina; muchos creen que era Teodora Spinola (fallecida en 1370), y otros Beata Doria.
Se le concede la regencia en nombre de su nieta, Claudia, tras la muerte de su hijo, Catalán, señor de Mónaco y Menton (1454-1457). Su marido, Juan I de Mónaco, que había gobernado inicialmente junto con sus dos hermanos, fue encarcelado por el duque de Milán, que amenazaba con matarlo si no se le entregaba la soberanía de Mónaco. Pomellina, sin embargo, demostró actitudes valientes y administrativas para negociar la liberación de su marido sin transferir el trono. Su nuera era Blanca del Caretto (m. 1458), y su nieta fue Claudia Grimaldi (1451-1515), señora de Mónaco, cuyo retrato es el más reciente descubrimiento de las obras de Leonardo da Vinci.
- Datos: Q1403593
- Multimedia: Pomellina Fregoso / Q1403593